# ムードフード
ムードフードとは、「mood（気分・情緒）」と「food（食べもの）」を組み合わせたことばで、自分の感情や気持ちを変更したり整えたりできるとされる食べ物や飲み物を指す語。
日々の生活から受けたストレスを解消できる食べ物や飲み物とされる、向精神薬（mood drug）と違って副作用の心配はない。

## 概要
自分の「ムード」‐自分の気持ちを変えたり、整えたり、不安や緊張を和らげたり、快適な睡眠を促す成分、およびそういった成分を含んだ食べ物や飲み物のことを指して「ムードフード」と呼ぶ。2023年時点では、明確な基準は定められていないが、ストレスの緩和や精神をリラックスさせるなど、特定の感情に働きかける成分がが含まれているのが条件となっている。
薬品と異なり、大きな副作用の心配がないことや、特別な時間や費用をかけずに身近な食べ物で心身を整えやすくできるとされることから、人気が高まっている。
WEBメディア「おうちごはん」（運営:トレンダーズ）で2022年に発表した「2023年に注目したい食キーワード」4つの語のうちの1つに選出されている。他に挙げられたのは、「ラム酒」「ベトナムコーヒー」などである。「睡眠の質向上のための乳酸菌飲料」としてヤクルト1000が話題になったことから、2024年もこのトレンドは続きそうだとトレンダーズは見ていた。

## ムードフードの例
リラックス効果が期待でき、ストレスを緩和させる成分が、ムードフードとされる。次に例示するそれぞれの成分は単体では人体に働かず、他の栄養素と組み合わさることで効力を発揮するため、主食、主菜、副菜を揃えた基本の食事にムードフードを取り入れることで効果が望める。

### 成分
GABA（γ-アミノ酪酸）
神経伝達物質の1つ。血圧降下作用や、興奮を鎮めてリラックスさせる効果が期待できる。
味噌、ぬか漬けなどの発酵食品や発芽玄米、カカオに含まれている。
テアニン
アミノ酸の1種。心身のリラックス、血流改善効果が期待でき、「冷え」の解消に役立つ。脳の興奮を抑える働きがあるため、睡眠の質が向上したという報告もある。
茶のうま味成分に含まれており、特に玉露や抹茶に多く含まれる。
トリプトファン
ヒトの必須アミノ酸の1つ。寝つきをよくして、興奮や不快感を鎮め、精神を安定させるのに欠かせない栄養素である。
大豆、カツオ節、チーズ、ナッツ類に多く含まれている。
ハーブ類
ジャスミン、カモミールといった副交感神経を活性化させ、リラックス効果をもたらすハーブがある。

### 食品
緑茶、ハーブティ、ココア、コーヒー、味噌汁、チョコレート、バナナといった食品・飲料は上述の成分を含んでおり、ムードフードと言える。
また、上述の成分を含んでいるわけではないが、「試合の前にカツカレー」といったゲン担ぎとして食べられる料理も、「気持ちを変える」という観点からムードフードと呼ぶこともある。